# Matthäus Enzlin

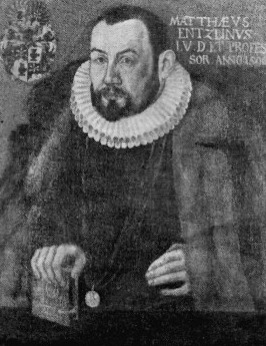
Matthäus Enzlin

Matthäus Enzlin (auch Matthaeus Entzlin; * 16. Mai 1556 in Stuttgart; † 22. November 1613 in Urach) war ein deutscher Jurist, Hochschullehrer und Geheimer Rat des Herzogtums Württemberg.

## Leben
Matthäus Enzlin war der Sohn des Kirchenratsdirektors Johann Enzlin (* ca. 1530 in Ditzingen; † 1601 in Stuttgart) und dessen Ehefrau Maria Alber (* 1528; † 1591 in Stuttgart).
Enzlin studierte an der Universität Tübingen beide Rechte und schloss 1577 mit einer Promotion ab. Nach ersten Vorlesungen wurde er an das Reichskammergericht Speyer berufen.
Sein Ruf als ausgezeichneter Jurist brachte ihm 1581 eine Berufung als ordentlicher Professor an die Ruprecht-Karls-Universität Heidelberg durch Kurfürst Ludwig VI. von der Pfalz ein. Dort wurde er Rektor von 1583 bis 1584. Als 1585 sein Gönner verstarb, wechselte Enzlin an die Eberhard Karls Universität Tübingen und wurde dort sofort vollberechtigtes Senatsmitglied. Als solches wurde er in den Jahren 1588 bis 1589 und 1591 zum Rektor der Universität berufen.
1581 heiratete Matthäus Enzlin Sabina Varnbüler, die Tochter des Kollegen Nikolaus Varnbüler von der Universität Tübingen.
Herzog Friedrich I. ernannte Enzlin zum Rat von Hause aus. Enzlin nahm, nachdem er 1599 offiziell zum Geheimen Rat ernannt worden war, auch diesen Titel gerne an. Er unterstützte seinen Dienstherrn bei einer frühabsolutistisch-merkantilistischen Regierungsweise. Er verfasste ein Dekret zum Tübinger Vertrag, dem Landesgrundgesetz von 1514. Mit dieser Erklärung konnte Herzog Friedrich I. 1607 die Macht der Landstände zerschlagen. Nach dem Tod von Herzog Friedrich I. 1608 wurde der verhasste Enzlin wegen Korruption, Unterschlagung, Amtsmissbrauch und diverser anderer, damals nicht unüblicher Delikte angeklagt. 
Die von Herzog Johann Friedrich beauftragte Untersuchungskommission hielt sie für so schwerwiegend, dass Enzlin der peinliche Prozeß eröffnet werden sollte. Enzlin war klar, dass ihm damit nicht nur die Todesstrafe als Ergebnis drohte, sondern auch die Folter während der Untersuchung, weshalb er ein Geständnis ablegte und Urfehde schwor. Durch dieses Entgegenkommen wurde er zu lebenslänglicher Haft verurteilt.
Nachdem Enzlin mit Hilfe seiner Verwandten mehrere Befreiungsversuche aus der Festung Hohenneuffen unternommen hatte, wurde er auf die Burg Hohenurach verlegt. Hier versuchte er sich aus dem Gefängnis freizupressen, indem er drohte, Staatsgeheimnisse zu verraten. 1613 wurde ein zweites Verfahren gegen Enzlin eröffnet, in dem er dann vor allem wegen Bruchs der Urfehde zum Tode verurteilt wurde.
Am 22. November 1613 wurde das Urteil öffentlich auf dem Marktplatz von Urach durch Enthaupten vollstreckt.

## Wirken
Obwohl Enzlin persönlich nicht schuldlos gewesen war, ist die Tatsache bemerkenswert, dass er nicht wegen Verletzung des Tübinger Vertrages verurteilt wurde. Erstaunlich hingegen ist, dass der Jurist Enzlin in die Falle tappte, ein Geständnis ablegte und Urfehde schwor. So sah der seit 1608 wieder in alter Form gültige Tübinger Vertrag die Todesstrafe lediglich im Falle von Hochverrat vor, weshalb Enzlin in seinem zweiten Prozess hingerichtet wurde. Die Verletzung des Tübinger Vertrages und der anderen Delikte war hingegen nur mit Geldstrafe zu ahnden. Wahrscheinlich wäre Enzlin davongekommen, wenn er nicht klein beigegeben hätte. So konnte der Landprokurator Georg Eßlinger, der ebenfalls Herzog Friedrich I. gedient hatte, seinen Kopf retten. Eßlinger war in ähnlicher Form angeklagt worden, beharrte jedoch von Anfang an auf der Unrechtmäßigkeit des Verfahrens und musste 1615 freigelassen werden.